# Jean-Loup Cornilleau
Jean-Loup Cornilleau, né le 21 janvier 1943 à Nogent-le-Rotrou (Eure-et-Loir), est un artiste plasticien français.

## Biographie
« Jean-Loup Cornilleau peut faire de presque rien une chose décisive. C'est du côté de « l'inframince » cher à Marcel Duchamp et de « l'impulse » cher à Merce Cunningham qu'il se promène. Le silence est pour lui souvent plus intéressant que la cacophonie, et le retrait plus présent que l'exubérant. Ses petits riens ont cette qualité de trouver dans leur fragilité, leur quasi inconsistance et leur absence de « tenue », la force et l'intensité de leur présence. »

— Philippe Cyroulnik, Catalogue Le 19 Crac Montbéliard 1996

## Expositions personnelles
- 1982 : Galerie Interférences, Aix-en-Provence
- 1984 : École des beaux-arts de Clermont-Ferrand
- 1985 : « Non-lieu », bibliothèque de Saint-Michel-sur-Orge
- 1986 : « Entrez les artistes », Cergy Saint-Christophe
- 1988 : Crédac, Ivry-sur-Seine
- 1989 : Maison de la culture, Amiens
- 1992 : Maison d’art contemporain Chaillioux, Fresnes
- 1993 : Galerie Le Carré, Lille
- 1996 : Centre régional d’art contemporain, Montbéliard
- 2005 : Galerie des grands bains douches de la plaine, Marseille
- 2007 : « L’air de rien », Gentilly